# Otto Müller (Verleger, 1901)
Otto Müller (* 3. März 1901 in Karlsruhe; † 10. Februar 1956 in Salzburg) war ein österreichischer Verleger.

## Leben
Der zum Bankkaufmann ausgebildete Müller, bis zum Ersten Weltkrieg im Bankwesen tätig, eignete sich zu Beginn der 1920er Jahre in Graz Wissen über das Buch- und Verlagswesen an. Er übernahm 1930 im Auftrag des Styria Verlags den Verlag Anton Pustet in Salzburg, den er bis 1937 leitete und erfolgreich dessen Programm mit kulturell anspruchsvollen Titeln ausbaute. Danach gründete Müller in Salzburg seinen eigenen Verlag, den Otto Müller Verlag, wobei aus konzessionsrechtlichen Gründen zunächst Innsbruck als Verlagsort galt. Kontakte und Kenntnisse, die sich Müller im Rahmen seiner Tätigkeit bei Pustet erworben hatte, halfen ihm beim schnellen Aufbau des jungen Verlages.
Der Anschluss Österreichs an Deutschland erschwerte die Geschäfte Müllers zunächst nicht; der Wegfall der Grenze bedeutete sogar eine Erleichterung. Bis zu diesem Zeitpunkt waren bereits 15 Bücher beim Otto Müller Verlag erschienen, und bis Ende 1939 waren es etwa 50, darunter veritable Vertreter von Weltliteratur wie der 1914 in Krakau verstorbene Georg Trakl. Das Verlagsprogramm umfasste Titel aus Belletristik, Theologie und Geisteswissenschaft und war christlich-religiös geprägt. Der Verlag verstand sich als weltoffener Vermittler abendländischer Kultur mit einem katholischen Hintergrund.
In der Folgezeit wurde der Otto Müller Verlag durch den nationalsozialistischen Literaturkritiker Will Vesper diffamiert und Titel des Verlages durch die NS-Behörden verboten. Im Dezember 1939 wurde Müller wegen des Handels mit verbotenen Druckschriften von der Gestapo verhaftet und erst im Juli des darauffolgenden Jahres freigelassen mit der Auflage, den Verlag aufzulösen – die er nicht erfüllte. Müller legte Protest beim Reichspropagandaministerium ein, worauf er erneut verhaftet wurde und ein Ultimatum zur Liquidation erhielt. Mit dem Ausschluss aus der Reichsschrifttumskammer erhielt er nur Monate später Berufsverbot.
Müller konnte den Verlag zum Schein an den Berliner Verleger Lambert Schneider verkaufen. Erst nach Kriegsende 1945 konnte Müller wieder unter eigenem Namen verlegen. Nach seinem Tod wurde Otto Müller am Salzburger Kommunalfriedhof beigesetzt. Der Verlag blieb in Familienbesitz und wird heute von einem Enkel Müllers, Arno Kleibel, geleitet.
1952 wurde Otto Müller vom Kardinal-Großmeister Nicola Kardinal Canali zum Komtur des Ritterordens vom Heiligen Grab zu Jerusalem ernannt und am 25. August 1952 in der Stiftskirche von Nonnberg in Salzburg investiert.